# (50768) Ianwessen
(50768) Ianwessen est un astéroïde de la ceinture principale.

## Description
(50768) Ianwessen est un astéroïde de la ceinture principale. Il fut découvert le 27 mars 2000 à Eskridge par Gary Hug. Il présente une orbite caractérisée par un demi-grand axe de 2,64 UA, une excentricité de 0,07 et une inclinaison de 12,6° par rapport à l'écliptique.

## Compléments